# Dinastia Liang
La dinastia Liang, també conegut com el Liang meridional en historiografia, va ser una dinastia imperial de la Xina i la tercera de les quatre dinasties meridionals durant el període de les dinasties meridionals i septentrionals. Va ser precedida per la dinastia Qi del Sud i succeïda per la dinastia Chen.
L'estat de Liang occidental fundat el 555 afirmava ser el seu successor i va existir fins que va ser conquerit l'any 587 per la dinastia Sui.

## Poder
Durant la dinastia Liang, l'any 547 una ambaixada persa va retre homenatge als Liang, l'ambre es va registrar com a originari de Pèrsia pel Llibre de Liang.
El 548, el príncep Hou Jing de Henan va iniciar una rebel·lió amb Xiao Zhengde el príncep de Linhe, nebot i antic hereu de l'emperador Wu de Liang i va instal·lar Xiao Zhengde com a emperador. El 549, Hou va saquejar Jiankang, va deposar i va matar Xiao Zhengde, va prendre el poder i va posar l'emperador Wu a arrest domiciliari. Va acomiadar els exèrcits oposats a ell en nom de l'emperador Wu. L'any 550 va morir l'emperador Wu, Hou va crear el tercer fill de l'emperador Wu, el príncep hereu de la banda, l'emperador Jianwen de Liang, també efectivament sota arrest domiciliari. També va intentar reprimir aquells que no se li van sotmetre.
Al mateix temps, els prínceps de Liang van lluitar entre ells en lloc d'intentar eliminar a Hou: el setè fill de l'emperador Wu, Xiao Yi, príncep de Xiangdong, va matar el seu nebot Xiao Yu, el príncep de Hedong, obligant el germà petit de Xiao Yu, Xiao Cha, príncep de Yueyang a rendir-se al Wei occidental; Xiao Yi també va atacar el seu sisè germà Xiao Guan, Princep de Shaoling, obligant-lo a rendir-se a Qi Septentrional. Tant Xiao Cha com Xiao Guan van ser creats pel príncep de Liang. Tanmateix, com que Xiao Yi també es va aliar amb Qi Septentrional, Northern Qi va renunciar al seu suport a Xiao Guan; Xiao Guan va ser derrotat per Hou i finalment derrotat per Wei Occidental. Xiao Ji, el príncep de Wuling, el fill petit de l'emperador Wu, va reclamar el títol imperial.
L'any 551, Hou va obligar l'emperador Jianwen a abdicar al seu nebot Xiao Dong el príncep de Yuzhang, després va matar l'emperador Jianwen i va obligar a Xiao Dong a abdicar davant d'ell. Hou va establir una nova dinastia anomenada Han. El 552, Xiao Yi va destruir Han i va reclamar el títol imperial com l'emperador Yuan de Liang. També va ordenar als seus subordinats que matessin Xiao Dong i els germans menors de Xiao Dong. Va crear la seva seu capital Jiangling en comptes de tornar a Jiankang. També va aconseguir eliminar Xiao Ji, però per fer-ho es va aliar amb Wei Occidental, que al seu torn va conquerir la província de Yi (Sichuan).
El 553, Qi Septentrional va atacar Liang, amb l'objectiu d'instal·lar un nebot de l'emperador Wu, Xiao Tui el marquès de Xiangyin, com a emperador, però va ser derrotat.
A mesura que la relació entre l'emperador Yuan i Wei occidental s'estava deteriorant, el 555, l'exèrcit de Wei Occidental va saquejar Jiangling, forçant l'emperador Yuan a rendir-se, i va matar l'emperador Yuan així com els seus fills abans d'instal·lar Xiao Cha com a emperador de Liang (Occidental) a Jiangling.
Els generals de Liang dirigits per Wang Sengbian van declarar a Xiao Fangzhi príncep de Jin'an, l'únic fill viu de l'emperador Yuan, com a príncep de Liang a Jiankang, amb l'objectiu de coronar-lo nou emperador, però l'exèrcit Qi Septentrional els va derrotar, obligant-los a un acord per reconèixer com a emperador un nebot de l'emperador Wu, Xiao Yuanming, el marquès de Zhenyang. Wang va demanar que Xiao Fangzhi fos creat príncep hereu i Xiao Yuanming va acceptar. El general Chen Baxian va llançar una incursió que va matar Wang a favor de Xiao Fangzhi mentre denunciava que Wang es rendia a Qi Septentrional. Xiao Yuanming es va veure obligat a abdicar davant Xiao Fangzhi, que era conegut com l'emperador Jing de Liang, i Chen va prendre el poder. Inicialment va afirmar que Liang era un súbdit del Qi del Nord, però més tard va derrotar l'exèrcit del Qi del Nord.
El 557, Chen Baxian va establir la nova poderosa dinastia Chen. Liang general Wang Lin també va reclamar Xiao Zhuang príncep de Yongjia net de l'emperador Yuan emperador. El 560, la dinastia Chen va derrotar a Xiao Zhuang que va fugir al Qi del Nord i va ser creat príncep de Liang el 570. El petit i feble estat de Liang Occidental va existir fins al 587 quan la dinastia Sui el va destruir.
L'any 617, Xiao Xian del clan imperial Liang occidental es va proclamar emperador Liang a la llum dels disturbis al final de la dinastia Sui. El seu regne va ser destruït per la dinastia Tang l'any 621.

## Retrats de l'Ofrena Periòdica de Liang
Els Retrats de l'Ofrena Periòdica de Liang per l'emperador Yuan de Liang, Xiao Yi, datats al segle vi, són els primers supervivents d'aquestes pintures especialment significatives. Reflecteixen les ambaixades estrangeres que van tenir lloc, especialment pel que fa als tres ambaixadors heftalites (Hua), entre el 516 i el 520 d.C. L'original de l'obra es va perdre, i l'única edició supervivent d'aquesta obra va ser una còpia de la dinastia Song al segle xi, i actualment es conserva al Museu Nacional de la Xina. L'obra original constava d'almenys vint-i-cinc retrats d'ambaixadors del seu país respectivament. La còpia de la dinastia Song té dotze retrats i descripcions de tretze enviats, amb l'enviat de Dangchang sense el seu retrat.

Els enviats de dreta a esquerra eren: els heftalites (滑/嚈哒), Pèrsia (波斯), Corea (百濟), Kucha (龜茲), Japó (倭), Malàisia (狼牙脩), Qiang (鄧至), Yarkand (周古柯), Kabadiyan (呵跋檀), Kumedh (胡蜜丹), Balkh (白題) i Mohe (末).

## Patrimoni artístic
A prop de Nanjing es troben tombes de diversos membres de la família regent Xiao, amb els seus conjunts escultòrics, en diversos estats de conservació. El millor exemple supervivent de l'estàtua monumental de la dinastia Liang és potser el conjunt de la tomba de Xiao Xiu (475–518), germà de l'emperador Wu, situada al districte de Qixia a l'est de Nanjing.

Tombes de la dinastia Liang
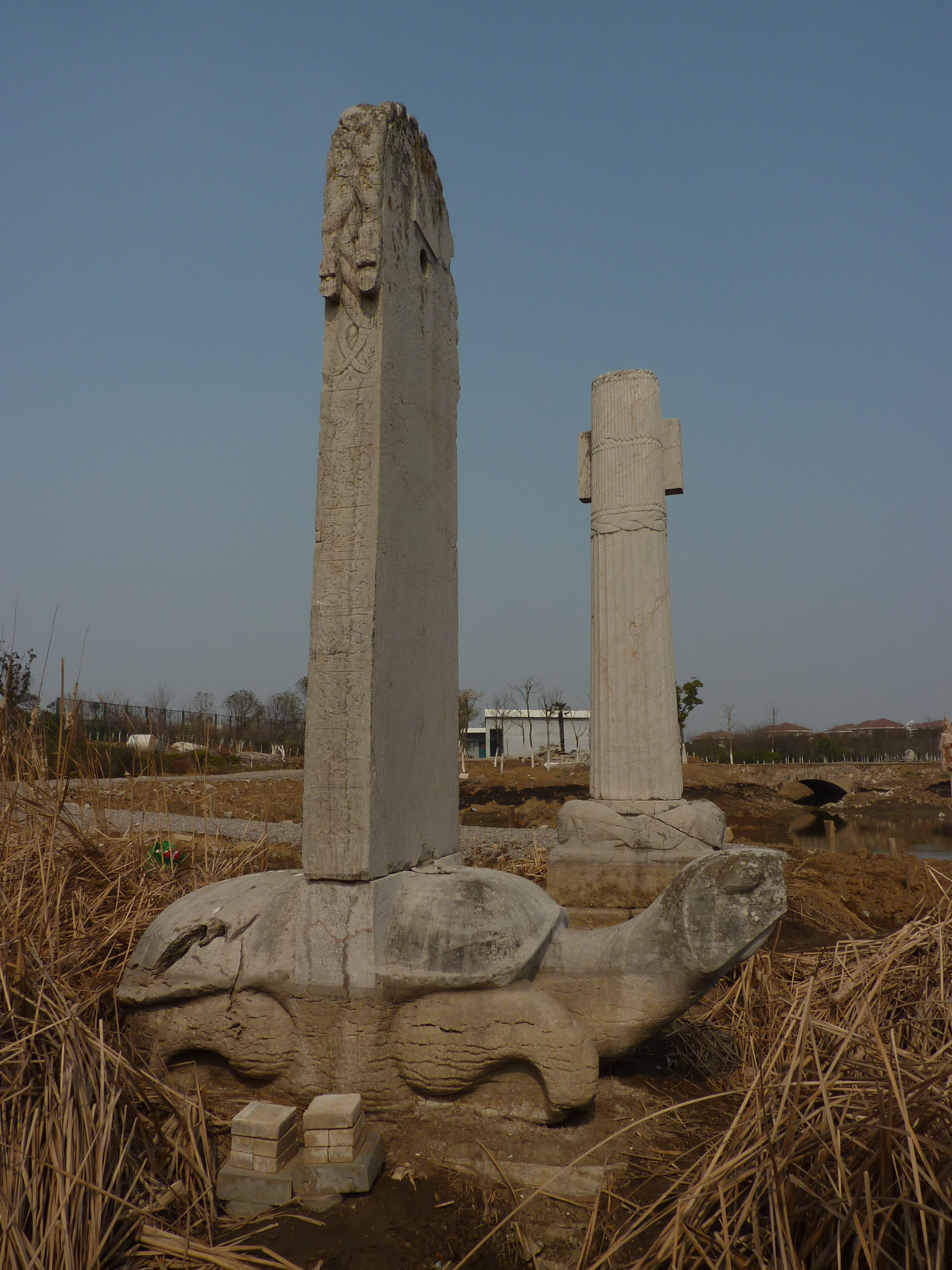
Una bixi i un pilar; tomba de Xiao Hong
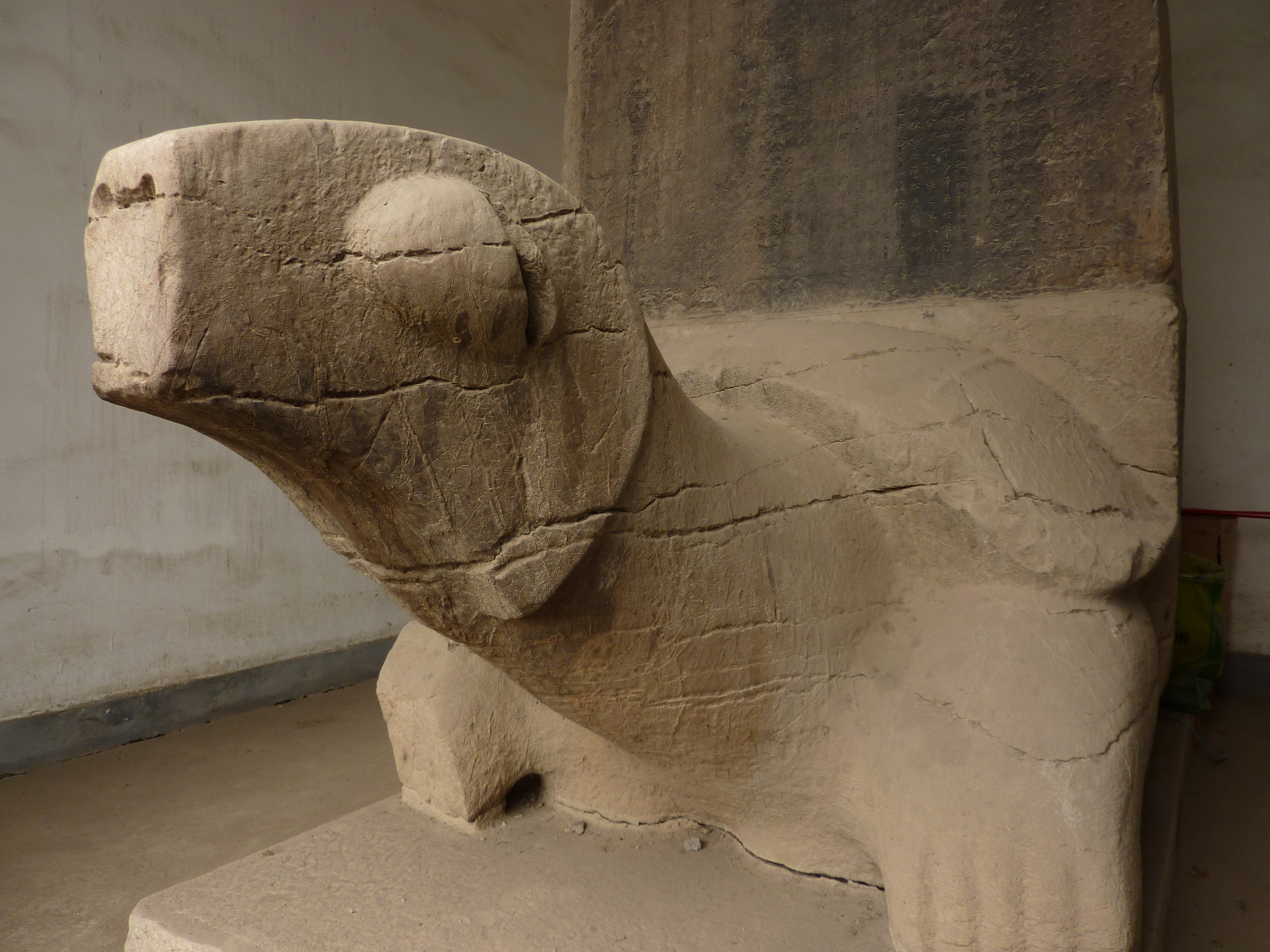
Una estela portada per tortugues; tomba de Xiao Dan
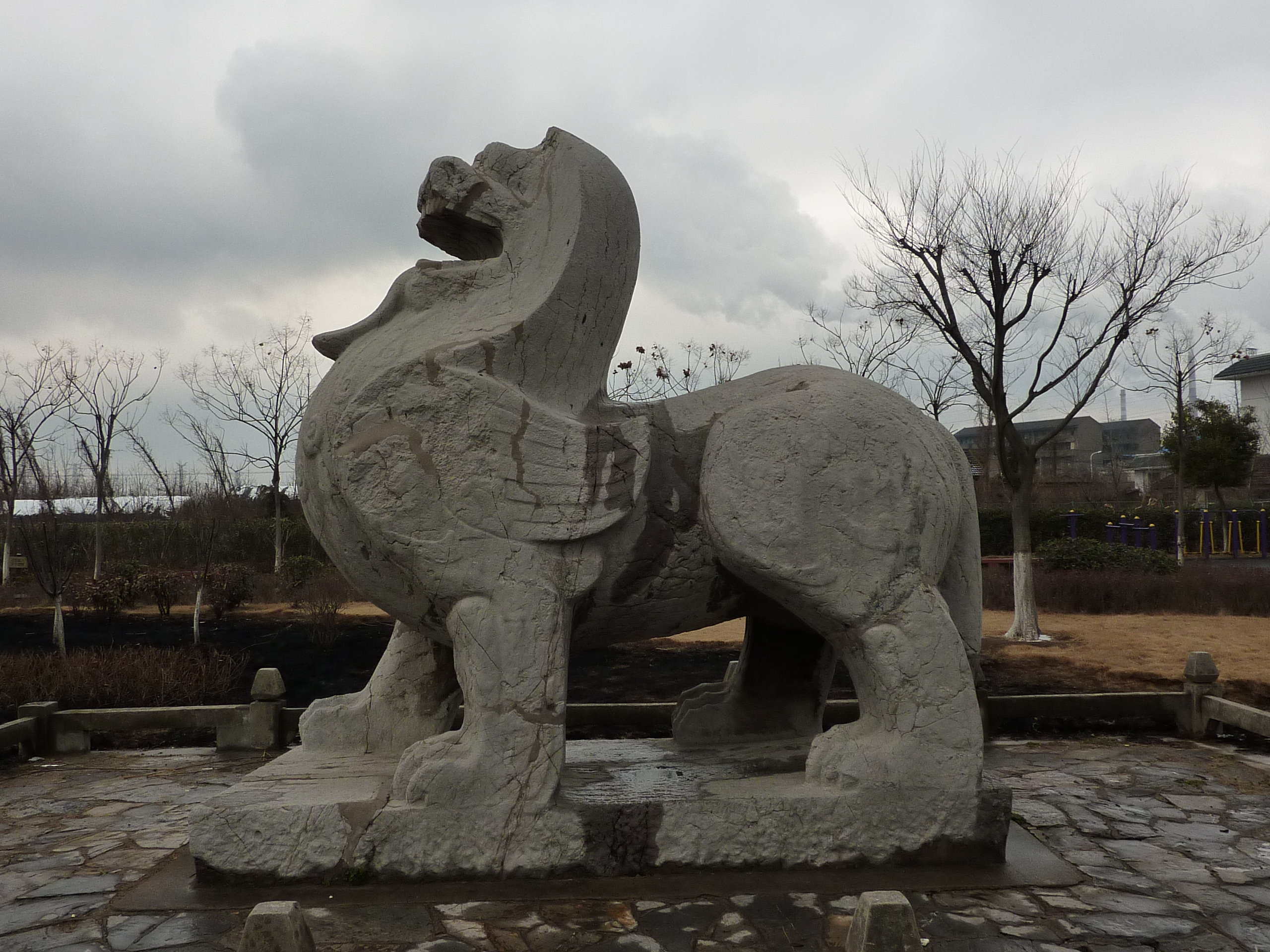
Un bixie (lleó alat); tomba de Xiao Hui
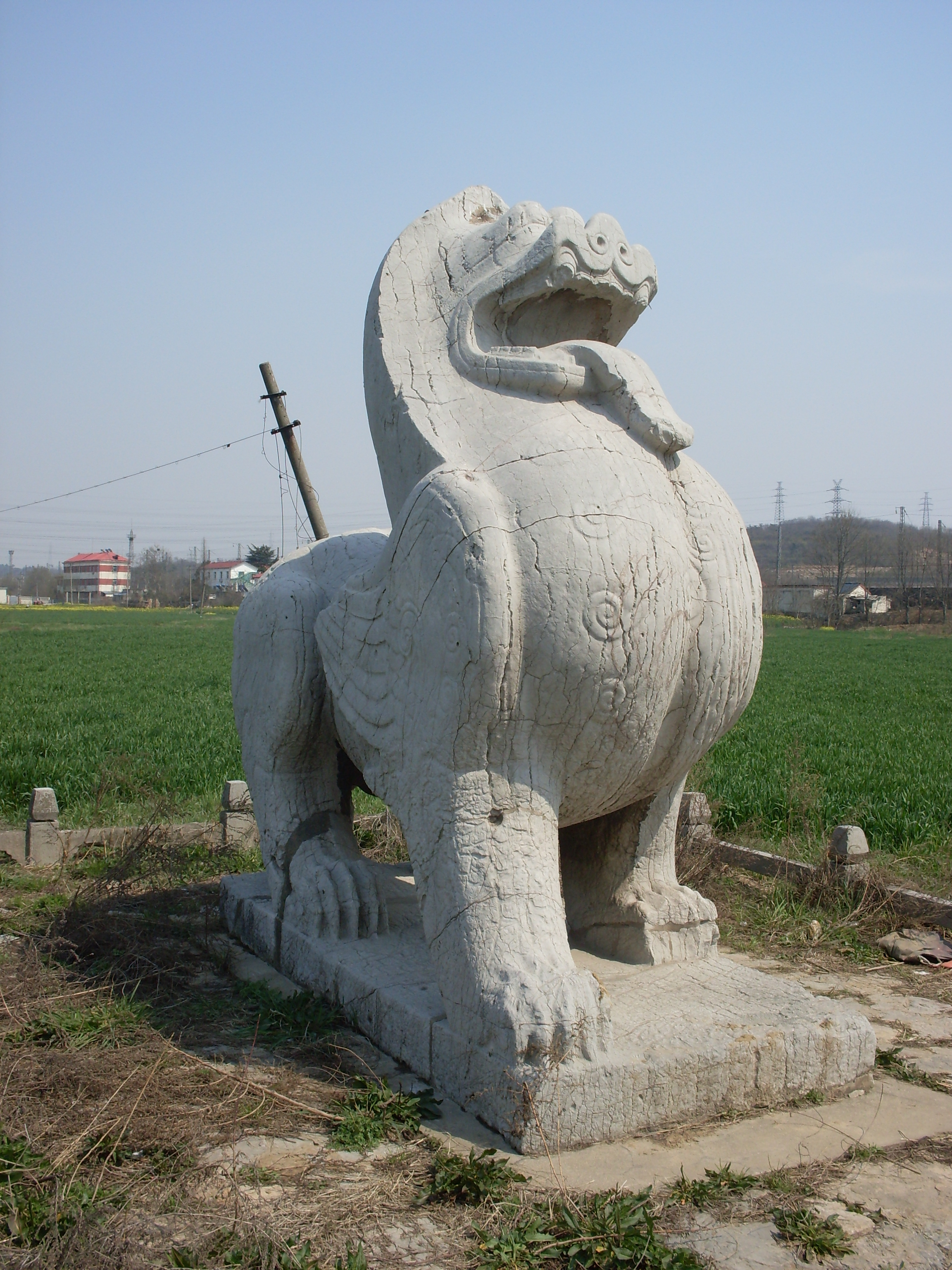
Un bixie prop de la tomba de Xiao Jing, àmpliament considerada com la icona de Nanjing
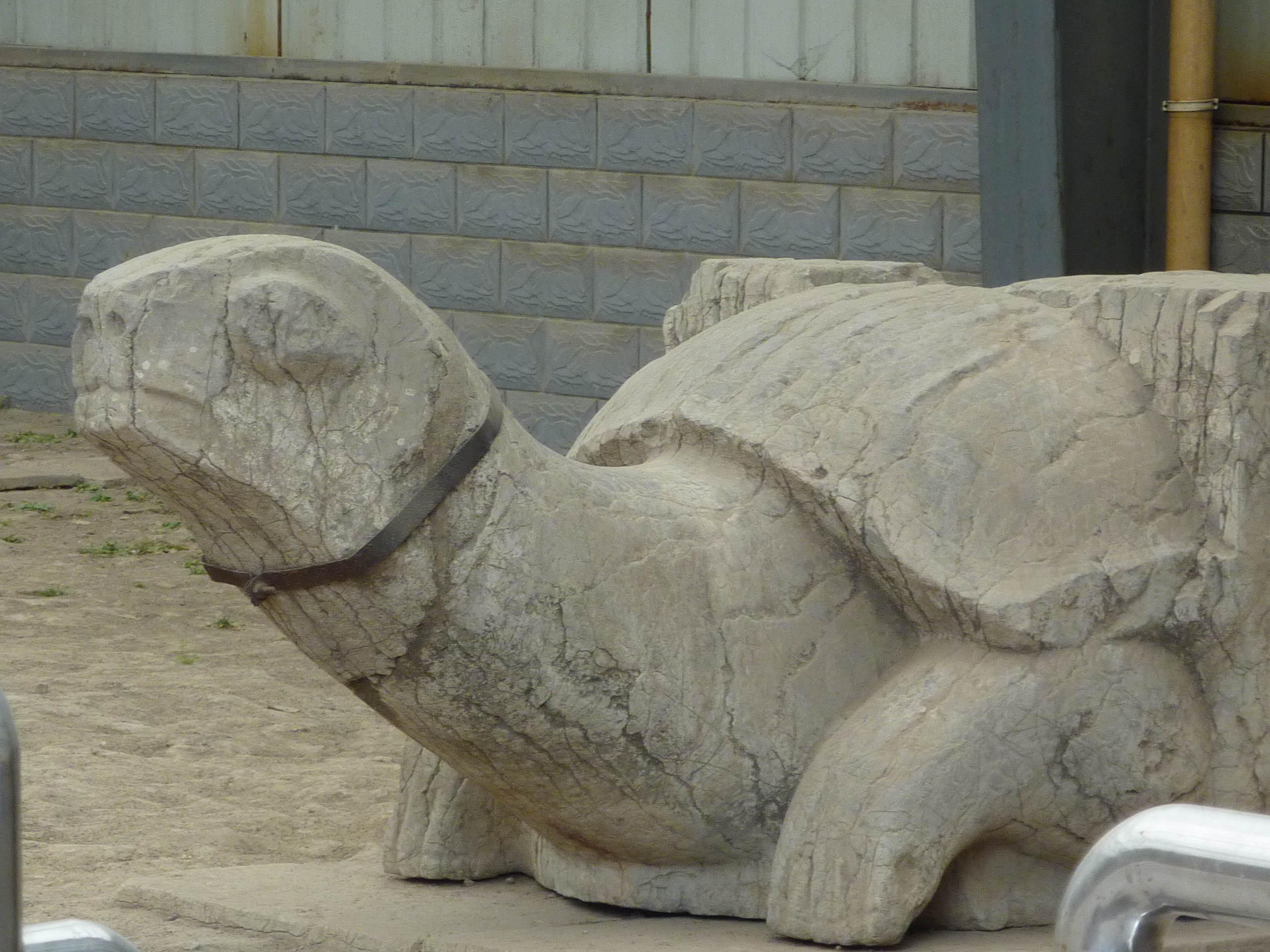
Una tortuga que porta estela; tomba de Xiao Xiu
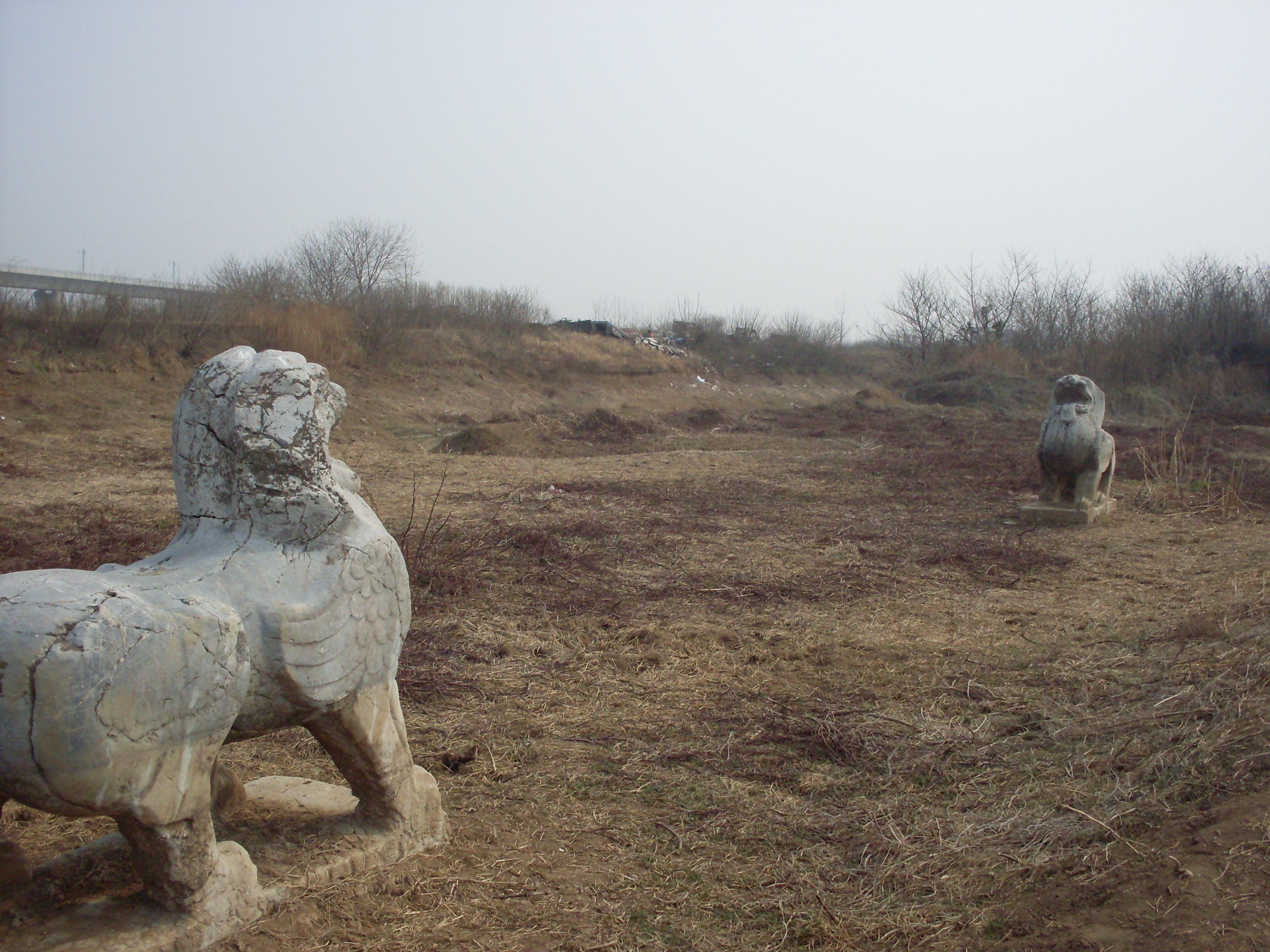
Dos bixis prop de la tomba de Xiao Zhengli

## Emperadors
| Nom pòstum                 | Nom personal  | Època dels regnats | Noms d'època |
| -------------------------- | ------------- | ------------------ | --- |
| Emperador Wu de Liang      | Xiao Yan      | 502 – 549          | Tianjian (天監) 502 – 519 Putong (普通) 520 – 527 Datong (大通) 527 – 529 Zhongdatong (中大通) 529 – 534 Datong (大同) 535 – 546 Zhongdatong (中大同) 546 – 547 Taiqing (太清) 547 – 549 |
| Emperador Jianwen de Liang | Xiao Gang     | –                  | Dabao (大寶) 550 – 551 |
| –                          | Xiao Dong     | –                  | Tianzheng (天正) 551-552 |
| Emperador Yuan de Liang    | Xiao Yi       | 552 – 555          | Chengsheng (承聖) – |
| –                          | Xiao Yuanming | 555                | Tiancheng (天成) 555 |
| Emperador Jing de Liang    | Xiao Fangzhi  | 555 – 557          | Shaotai (紹泰) 555 – 556Taiping (太平) 556 – 557 |